# Perpetuum mobile (Tschechow)

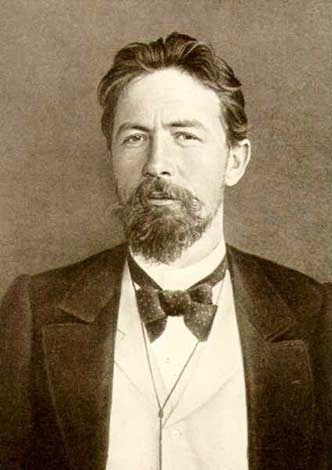
Anton Tschechow

Perpetuum mobile (russisch Перпетуум-мобиле) ist eine Kurzgeschichte des russischen Schriftstellers Anton Tschechow, die am 17. März 1884 im Wochenblatt Oskolki erschien. Ein Rezensent des Odessaer Blattes besprach am 4. Oktober 1900 den Text und beanstandete gewisse nicht plausible Passagen dieser Karikatur. Zu Lebzeiten Tschechows wurde der Text ins Serbokroatische und Tschechische übersetzt.

## Inhalt
Der 67-jährige Untersuchungsrichter Agej Alexejitsch Grischutkin fährt im Herbst zusammen mit dem jungen, ledigen Arzt Timofej Wassiljitsch Swistizki zu einer Obduktion der Leiche eines Unteroffiziers. Das Fahrtziel ist in dem Regenwetter beim besten Willen nicht erreichbar. Zur Übernachtung biegt der ortskundige Kutscher Mischka zum Anwesen des Generalmajors a. D. Iwan Iwanytsch Jeshow, seines Zeichens Vorsitzender des Friedensrichterkollegiums, ab. Am Tisch tafelt eine Gesellschaft. Grischutkin und Swistizki kommen gerade recht. Nach dem Essen wird Whist gespielt. Swistizki aber unterhält sich neben dem Flügel mit Nadeshda Iwanowna, der Tochter des Hauses. Die junge Witwe äußert Hochachtung für den Arztberuf und beklagt ihre Langeweile. Wenn in der Nacht das Lämpchen neben ihrer Tür brenne, liege sie schlaflos.
Des Nachts um zwei denkt Jeshow an seine am Morgen fällige Fahrt zur Versammlung und schickt die Gäste zu Bett. Grischutkin und Swistizki bekommen ein Zimmer mit zwei Federbetten zugewiesen. Als der Untersuchungsrichter die Geschichte mit dem Lämpchen erfährt, nötigt er den jungen Arzt zu einem Gang zu der einsamen Witwe. Als das misslingt, will der 67-jährige betrunkene Grischutkin partout selber gehen und kann von Swistizki nur mit Mühe aufgehalten werden. Mischka wird geweckt und muss die beiden Streithähne mitten in der Nacht nach Hause kutschieren.
Grischutkin sucht drei Tage darauf Swistizki auf und entschuldigt sich. Der Arzt nimmt die Entschuldigung an. Der Untersuchungsrichter drängt den Arzt zur längst fälligen Obduktion des Unteroffiziers.
Als beide unterwegs sind – es hat inzwischen geschneit – machen die Dienstreisenden in Alimonowo neben der Troika Jeshows Halt. Eine attraktive Kellnerin in der Schenke lässt Jeshow die Versammlung ebenso zum zweiten Mal verpassen wie Grischutkin und Swistizki die Obduktion. Grischutkin bemerkt in der Schenke resignierend: „Wir fahren immer noch zu der Obduktion, können aber durchaus nicht hingelangen. Wir sind in einen Teufelskreis geraten“ und umschreibt damit die im Titel versteckte Moral der Geschichte: Wer sich immerzu ablenken lässt, kommt nie ans Ziel.

## Verfilmung
- 1998, Russland, VID-TV[5] und Tschechow-Kunsttheater Moskau: Tschechow und Company[6], Staffel 5 (russisch) von Sinowi Roisman[7], Dmitri Brusnikin[8] und Alexander Feklistow mit Stanislaw Ljubschin als Untersuchungsrichter Grischutkin, Alexei Suijew[9] als Arzt Swistizki, Wjatscheslaw Scholobow[10] als Generalmajor a. D. Iwan Jeshow und Natalja Rogoschkina[11] als dessen Tochter Nadeshda Iwanowna.

## Verwendete Ausgabe
- Gerhard Dick (Hrsg.), Wolf Düwel (Hrsg.): Anton Tschechow: Gesammelte Werke in Einzelbänden: Perpetuum mobile. S. 177–187 in: Gerhard Dick (Hrsg.): Anton Tschechow: Vom Regen in die Traufe. Kurzgeschichten. Aus dem Russischen übersetzt von Ada Knipper und Gerhard Dick. Mit einem Vorwort von Wolf Düwel. 630 Seiten. Rütten & Loening, Berlin 1964 (1. Aufl.)[12]